# Godfrey Cambridge
Godfrey MacArthur Cambridge (* 26. Februar 1933 in New York City, Vereinigte Staaten; † 29. November 1976 in Burbank, Kalifornien, ebenda) war ein US-amerikanischer Schauspieler.

## Leben und Wirken
Cambridge arbeitete vor seiner schauspielerischen Laufbahn in diversen Jobs, so beispielsweise als Gärtner, Judolehrer, Krankenwagen- und Taxifahrer. Ab September 1956 ist er an New Yorker Off-Broadway-Bühnen (Debüt in Take a Giant Step) nachzuweisen, im Oktober 1957 debütierte er am Broadway. Nahezu zeitgleich gab Cambridge seinen Einstand vor der Fernsehkamera in der Phil Silvers Show, ein weiteres Jahr darauf holte man ihn zum Kinofilm (in dem ebenfalls in New York gedrehten Drama Der Zorn des Gerechten an der Seite Paul Munis). In den frühen 1960er Jahren trat Godfrey Cambridge auch weiterhin an Bühnen (regelmäßig bis 1963) auf und bewies dort sein komödiantisches Talent. Für seine darstellerische Leistung in Jean Genets Die Neger wurde Cambridge mit dem Obie Award ausgezeichnet.
Gegen Ende desselben Jahrzehnts, „einhergehend mit dem neuen Selbstbewußtsein der Schwarzen in den USA, das sich auch im Film niederschlug (z. B. Wenn es Nacht wird in Manhattan),“ nahm auch die Kinokarriere des farbigen Schauspielers verstärkt Form an, und man sah ihn mit tragenden Nebenrollen in einer Fülle von Filmen. Godfrey Cambridge starb völlig überraschend während der Dreharbeiten zu dem Fernsehfilm über die Befreiung eines gekaperten israelischen Flugzeugs in Kenia, Unternehmen Entebbe (Victory at Entebbe), in dem er den ugandischen Diktator Idi Amin verkörpern sollte. Sein Part wurde von Julius Harris übernommen. „Der als Menschenschlächter von Uganda berüchtigte Amin kommentierte den plötzlichen Herztod ‘seines’ Darstellers Cambridge als „gerechte Strafe Gottes“.“

## Filmografie
in Kinofilmen, wenn nicht anders angegeben
- 1957: The Phil Silvers Show (Fernsehserie)
- 1959: Der Zorn des Gerechten (The Last Angry Man)
- 1960–62: Gnadenlose Stadt (Zwei Folgen der Serie)
- 1961: Fieber im Blut (Splendor in the Grass)
- 1961: The Defenders (Eine Folge der Serie)
- 1963: Wagen 54 bitte melden (Car 54, Where Are You?) (Eine Folge der Serie)
- 1963: Gone Are the Days
- 1964: Der Störenfried (The Troublemaker)
- 1966: Tennis-Schläger und Kanonen (I Spy) (Eine Folge der Serie)
- 1966: Die Platinbande (The Biggest Bundle of Them All)
- 1966: The Busy Body
- 1966–70: The Red Skelton Show (Fernsehserie) (Zwei Folgen der Serie)
- 1967: ...jagt Dr. Sheefer (The President’s Analyst)
- 1968: Bye Bye Braverman
- 1969: Wenn es Nacht wird in Manhattan (Cotton Comes to Harlem)
- 1970: Ein Mann sieht schwarz (Watermelon Man)
- 1971: Die Promenadenmischung (The Biscuit Eater)
- 1972: O’Hara, U.S. Treasury (Eine Folge der Serie)
- 1972: Der Blob (Beware! The Blob)
- 1972: Wenn es dunkel wird in Harlem (Come Back, Charleston Blue)
- 1973: The Furst Family of Washington (Fernsehfilm)
- 1973: Five on the Black Hand Side (Gastauftritt)
- 1974: Dead is Dead (Kurzfilm)
- 1975: Ceremonies in Dark Old Men (Fernsehfilm)
- 1975: Police Story (Zwei Folgen der Serie)
- 1975: Cash – Die unaufhaltsame Karriere des Gefreiten Arsch (Whiffs)
- 1975: Friday Foster
- 1976: Scott Joplin

## Diskografie
- 1964 Here's Godfrey Cambridge, Ready or Not... Epic Records FLM 13101 (mono); FLM 15101 (stereo)
- 1965 Them Cotton Pickin' Days Is Over Epic Records FLM 13102 (mono); FLM 15102 (stereo)
- 1966 Godfrey Cambridge Toys With The World Epic Records FLM 13108 (mono); FLM 15108 (stereo)
- 1968 The Godfrey Cambridge Show: Recorded Live At The Aladdin, Las Vegas Epic Records FLM 13115 (mono); FLM 15115 (stereo)